# Mercury Falling
Mercury Falling es el quinto álbum de estudio del músico y compositor inglés Sting, lanzado en 1996. El álbum comienza y termina con las palabras "mercurio cayendo".
En 1997 el álbum le valió a Sting dos nominaciones a los Grammy por Mejor Álbum Vocal Pop y Mejor Interpretación Vocal Pop Masculina por la canción "Let Your Soul Be Your Pilot".

## Lista de canciones
Todas las canciones escritas y compuestas por Sting, excepto donde se indica. 
| Mercury Falling |                                    |                       |          |  |
| N.º             | Título                             | Escritor(es)          | Duración |  |
| 1.              | «The Hounds of Winter»             |                       | 5:27     |  |
| 2.              | «I Hung My Head»                   |                       | 4:40     |  |
| 3.              | «Let Your Soul Be Your Pilot»      |                       | 6:41     |  |
| 4.              | «I Was Brought to My Senses»       |                       | 5:48     |  |
| 5.              | «You Still Touch Me»               |                       | 3:46     |  |
| 6.              | «I'm So Happy I Can't Stop Crying» |                       | 3:56     |  |
| 7.              | «All Four Seasons»                 |                       | 4:28     |  |
| 8.              | «Twenty Five to Midnight»          |                       | 4:09     |  |
| 9.              | «La Belle Dame Sans Regrets»       | Sting, Dominic Miller | 5:17     |  |
| 10.             | «Valparaiso»                       |                       | 5:27     |  |
| 11.             | «Lithium Sunset»                   |                       | 2:38     |  |

## Personal
- Sting - voz, bajo
- Dominic Miller - guitarra
- Kenny Kirkland - teclados
- Vinnie Colaiuta - batería
- Branford Marsalis, Andrew Love - saxofón
- BJ Cole - guitarra pedal steel
- Kathryn Tickell - gaitas de Northumbria, violín
- Wayne Jackson - trompeta
- Gerry Richardson - órgano Hammond en "Let Your Soul Be Your Pilot"
- Lance Ellington, Shirley Lewis, Tony Walters, Monica Reed Price, Coro East London Gospel - Voces adicionales

### Producción
- Sting - productor
- Hugh Padgham - productor, ingeniero, mezcla
- Simon Osborne - ingeniero
- Bob Ludwig - masterización